# Indaba
indaba (IPA: ínˈdaːɓa) ist die Bezeichnung für eine wichtige Versammlung von izinDuna (Führern) der Zulu oder Xhosa von Südafrika. In der Sprache der Swasi heißt der Begriff indzaba. Indabas sind Versammlungen von izinDuna einer bestimmten Gemeinschaft, können aber auch Repräsentanten anderer Gemeinschaften zulassen.

## Wortbedeutung
Der Begriff kommt aus dem isiZulu und bedeutet „Angelegenheit“, „Geschäft“.

## Gebrauch
In ganz Südafrika wird der Begriff häufig verwendet und bezeichnet mittlerweile oft auch einfache Treffen oder Meetings. Auch im Bereich der Pfadfinderbewegung findet er Verwendung. Das World Scout Indaba war ein Treffen von Pfadfinderführern (Scoutmasters).
Rowan Williams, der Erzbischof von Canterbury, benutzte den Ausdruck im April 2008, als er eine Abkehr von den Plenarsitzungen bekannt gab, die über formelle Resolutionen für die Bischöfe der Lambeth-Konferenz beraten sollten. Er stellte ein System von „mittelgroßen Gruppen für die Diskussion größerer Angelegenheiten“ (middle sized groups for discussion of larger issues) vor:

„Wir haben diesen [Gruppen] den afrikanischen Namen 'indaba groups' gegeben, Gruppen, zu denen in der traditionellen afrikanischen Kultur Menschen zusammenkommen um Problem zu lösen, die sie alle betreffen, und in denen jeder eine Stimme hat und wo versucht wird, eine gemeinsame Lösung oder eine gemeinsame Geschichte zu finden, die jeder weitererzählen kann, wenn er nach Hause geht. So wollen wir daran gehen. Das ist, was wir gehört haben. Das ist die Entscheidung zu der wir gekommen sind, als wir zusammen beteten und dachten und sprachen.“

in Südafrika finden jedes Jahr zahlreiche 'indabas' statt; es gibt Design-, Tourismus-, Steuer-, Bergbau- und „baba“ (Baby)-Indabas.
Das Design Indaba (‚Conference on Creativity‘) ist eine jährliche Kultur-Konferenz in Kapstadt im Februar oder März. Design Indaba wurde 1995 begründet und veranstaltet eine Ausstellung von südafrikanischem Design, ein Filmfestival und zahlreiche Workshops und Partys. 2013 hatte die Veranstaltung 50.000 Besucher und erwirtschaftete R326 Mio.
Tourism Indaba ist eine Konferenz von Personen, die in der afrikanischen Tourismusbranche beschäftigt sind. Tourism Indaba ist eines der drei größten Tourismusmarketing-Events weltweit und das größte in Afrika. Dieses Indaba findet jedes Jahr in Durban statt.
Seit 2006 ist Baba Indaba eine Baby- und Eltern-Messe in Johannesburg, Kapstadt, Pretoria, Durban und Bloemfontein.
Tax Indaba ist eine jährliche Steuerveranstaltung. Sie wurde vom South African Institute of Tax Practitioners (South African Institute of Tax Professionals) gegründet und wird von den staatlichen SARS recognised professional bodies mitgetragen.
Seit der UN-Klimakonferenz in Durban 2011 wird das Indaba Format auch als Strategie in der internationalen Gipfeldiplomatie genutzt, um schnelle Einigungen über kontroverse Themen zu erreichen. Die Verhandlungen in Durban erreichten am letzten Tag einen völligen Stillstand. Die südafrikanische Präsidentschaft der Konferenz schlug dann vor, dass sich die Vertreter der wichtigsten Staaten in einem Kreis versammelten, um direkt und persönlich miteinander zu sprechen. Anstatt Forderungen zu stellen, sollten rote Linien benannt werden, die Schwellenwerte definieren, die die Verhandelnden nicht überschreiten wollten. Auch bei den Klimaverhandlungen in Paris 2015 spielten Indabas eine wichtige Rolle um Kompromisse zu finden. In den letzten Tagen fanden zu allen Stunden mehrere Indabas statt; die Delegierten wurden per Rotationssystem durch die Indabas gereicht, so dass die Einzelnen schlafen konnten.